# گوود ایستر
گوود ایستر (به انگلیسی: Good Easter) یک روستا و محله مدنی در بریتانیا است که در چلمزفورد واقع شده‌است.